# تأريخ المملكة المتحدة
يتضمن تأريخ المملكة المتحدة الأبحاث الأرشيفية والمكتوبة حول تاريخ المملكة المتحدة وبريطانيا العظمى وإنجلترا وإسكتلندا وأيرلندا وويلز.

## العصور الوسطى
الراهب الروماني البريطاني غيلداس من القرن الخامس هو أول مؤرخ كبير في ويلز وإنجلترا. يسجل كتابه «دي إكسكيديو إيت كونكويستو بريتانيا» (عن الخراب والغزو البريطاني) سقوط البريطانيين على أيدي الغزاة الساكسون، مشددًا على غضب الله وعقابه الإلهي لأمة بأكملها، في صدى موضوعات العهد القديم. وغالبًا ما استخدم المؤرخون اللاحقون كتاباته، بدءًا من بيدا.
بيدا (673–735) هو راهب إنجليزي، وكان المؤرخ الأكثر نفوذًا في الفترة الأنجلوسكسونية في عصره وفي إنجلترا المعاصرة. لقد استعار من غيلداس وآخرين في كتابه «هيستوريا إغليزياستيكا جنتيس أنغلوروم» (التاريخ الكنسي للأمة الإنجليزية). حيث رأى التاريخ الإنجليزي ككلٍ واحد، مبني على الكنيسة المسيحية. يقول إن جي هايام أنه صمم عمله لتعزيز أجندته الإصلاحية ليقدمها لسيولولف ملك نورثمبريا. وقد رسم بيدا صورة متفائلة للوضع في الكنيسة آنذاك.
قدمت الكثير من الوثائق روايات مفصلة عن التاريخ الحديث. وأمر الملك ألفريد العظيم بإعداد الوثائق الأنجلوساكسونية في عام 893، وأُعدت سجلات مماثلة عبر العصور الوسطى. أما الإنتاج الأكثر شهرة فهو من قبل الفرنسي جين فروسارت (1333-1410)، من خلال سجلاته الشهيرة التي تحمل اسمه، وقد كتبت باللغة الفرنسية، وتُعد مصدرًا مهمًا للنصف الأول من حرب المئة عام.

## عهد تيودور- ستيوارت
السير والتر رالي (1554-1618)، الذي تلقى تعليمه في جامعة أكسفورد، وهو جندي وأحد رجال الحاشية الملكية ومفكر إنساني في أواخر عصر النهضة في إنجلترا. أدين بالتآمر ضد الملك، وسجن في البرج حيث كتب كتابه تاريخ العالم الذي لم يكمله. اطلع رالي بشكل كبير على أخر العلوم في القارات الأخرى، وذلك باستخدام مجموعة واسعة من المصادر بست لغات. ولم يكتب عن إنجلترا، بل كتب عن العالم القديم مع التركيز الشديد على الجغرافيا. وعلى الرغم من اعتزامه تقديم المشورة إلى ملك إنجلترا، فقد اشتكى الملك جيمس الأول من أنه «كان لاذعًا في رقابته للأمراء». أطلق سراح رالي، لكن قُطع رأسه لاحقًا بسبب جرائم لا تتعلق بتأريخه.

### الإصلاح الإنجليزي
شهد تأريخ الإصلاح الإنجليزي صدامات قوية بين الأنصار المتفانين والعلماء لمدة خمسة قرون. إذ أن التفاصيل الواقعية الرئيسية على المستوى الوطني كانت واضحة منذ عام 1900، على النحو المبين من قبل جيمس أنتوني فرويد وألبرت بولارد، على سبيل المثال.
وقد شهد تأريخ الإصلاح العديد من مدارس التفسير التي استخدمت وجهات نظرها الدينية الخاصة كالمؤرخين البروتستانت والكاثوليك والأنجليكانيين. كذلك أصبح للتوجهات السياسية لحزب الأحرار «ويج» تأثير كبير، قائم على البروتستانتية العلمانية الليبرالية، والتي صورت الإصلاح في إنجلترا، على حد تعبير إيان هازليت، بأنه «القابلة التي ستنقل إنجلترا من العصور المظلمة إلى عتبة الحداثة، لذا فالإصلاح هو نقطة تحول للتقدم». أخيرًا، من بين المدارس القديمة كان هناك تفسير ماركسي جديد شدد على التراجع الاقتصادي للنخب القديمة في ظل صعود طبقة ملاك الأراضي والطبقات الوسطى. كل هذه المنهجيات ما زالت تمتلك ممثلين، لكن التوجه الرئيسي للتاريخ العلمي منذ سبعينيات القرن الماضي حسب هازليت بات يندرج في أربع مجموعات أو مدارس.
يقود جيفري إلتون الفئة الأولى التي تمتلك جدول أعمال متأصل في التأريخ السياسي. والذي يركز على مطلع دولة الكنيسة الحديثة المبكرة، ويبحث في آليات صنع السياسات وأجهزة تنفيذها وتطبيقها. لم يكن هنري الثامن اللاعب الرئيسي بالنسبة لإلتون، بل وزيره الرئيسي توماس كرومويل. يقلل إلتون من قيمة الروح النبوئية للإصلاحيين الدينيين في لاهوت العقيدة الراسخة، حيث يرفضهم باعتبارهم متطفلين من المتعصبين والمتطرفين.
ثانيًاً، لقد حفز المنظور الديني بالدرجة الأولى جيفري ديكنز وغيره. إذ أعطوا الأولوية للجانب الديني وغير الموضوعي للحركة. في حين أن الاعتراف بالإصلاح فرض عليهم من الأعلى، مثلما كان الحال في بقية أوروبا، إلا أن الإصلاح كان استجابة أيضًا لتطلعات الطبقات الأدنى. وقد تعرض ديكنز لانتقادات بسبب التقليل من قوة الكاثوليكية الرومانية المتبقية التي أُحييت. ولكنه امتُدح بسبب استعراضه للروابط الوثيقة مع التأثيرت الأوروبية. في مدرسة ديكنز، أكد ديفيد لودز على الأهمية اللاهوتية للإصلاح من أجل التطور الأنجلو بريطاني.
ويشكل التحريفيون مدرسة ثالثة، يقودها كريستوفر هيغ وجاك سكارسبريك والعديد من المفكرين الآخرين. كان إنجازهم الرئيسي هو اكتشاف مجموعة جديدة تمامًا من المصادر الأولية على المستوى المحلي، ما دفعهم إلى التركيز على الإصلاح كما كان يُنفذ على أساس يومي ومحلي، مع التركيز بشكل أقل بكثير على السيطرة من الطبقات الأعلى. ويشددون على الابتعاد عن مصادر النخبة والتركيز بدلاً من ذلك على سجلات الرعية المحلية، وملفات الأبرشية، وسجلات رابطة العمال، وبيانات البلديات، والمحاكم، وخاصة الوصايا الفردية المبينة.
أخيرًا، أضاف باتريك كولينسون وآخرون مزيدًا من الدقة إلى المشهد اللاهوتي، مع التطهيريين الكالفينيين الذين نفد صبرهم تجاه النهج الأنجليكاني الحذر القائم على الحلول الوسطى. في الواقع، كان التطهيريون مجموعة فرعية مختلفة فهي لا تتشكل كلها من الكالفينية. وهكذا نشأت كنيسة إنجلترا كائتلاف للفصائل، والتي كانت جميعها مصدر إلهام للبروتستانت.
جميع المدارس الحديثة قد خفضت من مرتبة هنري الثامن وقللت من سيرته التقديسية. إذ أولوا المزيد من الاهتمام للمناطق وللكاثوليكية والراديكاليين والجماليات اللاهوتية. بالغت المدارس القديمة في تقدير توماس مور (1470–1535) في الكاثوليكية، بهدف إهمال الأساقفة والعوامل الأخرى داخل الكاثوليكية. فغالباً ما تركز المدارس الأقدم على نخبة لندن، بينما تنظر المدارس الأحدث إلى القرى الإنجليزية.